# 周伯勋
周伯勋（1911年—1987年），男，原籍陕西临潼，生于陕西西安，中国电影、话剧演员，曾任中国电影工作者协会理事。